# Campionati mondiali di bob 1991
I Campionati mondiali di bob 1991, quarantatreesima edizione della manifestazione organizzata dalla Federazione Internazionale di Bob e Skeleton, si sono disputati a Altenberg, in Germania, sulla pista omonima. La località sassone situata al confine con l'allora Cecoslovacchia ha quindi ospitato le rassegne iridate per la prima volta nel bob a due uomini e nel bob a quattro.
L'edizione ha visto dominare la Germania che si aggiudicò entrambe le medaglie d'oro e due di bronzo sulle sei disponibili. I titoli sono stati infatti conquistati nel bob a due uomini da Rudi Lochner e Markus Zimmermann e nel bob a quattro da Wolfgang Hoppe, Bogdan Musiol, Axel Kühn e Christoph Langen.

## Risultati

### Bob a due uomini
La gara si è disputata il 9 e il 10 febbraio 1991 nell'arco di quattro manches. Campioni mondiali in carica erano gli svizzeri Gustav Weder e Bruno Gerber, con Weber che in questa occasione si è aggiudicato la medaglia d'argento ma in coppia con Curdin Morell al posto di Gerber. Il titolo è stato quindi conquistato dai tedeschi Rudi Lochner e Markus Zimmermann mentre sul terzo gradino del podio è salita l'altra coppia tedesca formata da Wolfgang Hoppe, già tre volte campione mondiale di specialità nel 1985, nel 1986 e nel 1989, e René Hannemann.
| Pos. | Atleti                         | Nazione     | Tempo   | Distacco |
| ---- | ------------------------------ | ----------- | ------- | -------- |
|      | Rudi Lochner Markus Zimmermann | Germania    | 3:49.47 |          |
|      | Gustav Weder Curdin Morell     | Svizzera    | 3:49.49 | +0.02    |
|      | Wolfgang Hoppe René Hannemann  | Germania    | 3:50.51 | +1.04    |
| 4    | Greg Haydenluck Chris Farstad  | Canada      | 3:51.60 | +2.13    |
| ...  | ...                            | ...         | ...     | ...      |
| 7    | Brian Shimer Edwin Moses       | Stati Uniti | nd      | nd       |

### Bob a quattro
Campione mondiale in carica era il quartetto svizzero composto da Gustav Weder, Bruno Gerber, Lorenz Schindelholz e Curdin Morell, giunto stavolta in seconda posizione con gli stessi componenti e vincendo quindi la medaglia d'argento. Il titolo è stato pertanto conquistato dall'equipaggio tedesco formato da Wolfgang Hoppe, Bogdan Musiol, Axel Kühn e Christoph Langen, dei quali soltanto Hoppe e Musiol erano già saliti su un podio mondiale: a Sankt Moritz 1987 (argento) e a Cortina d'Ampezzo 1989 (bronzo). Al terzo posto si è piazzata l'altra compagine tedesca costituita da Harald Czudaj, Tino Bonk, Axel Jang e Alexander Szelig, equipaggio che fu già argento nella precedente edizione del 1990 disputatasi a Sankt Moritz.
| Pos. | Atleti                                                      | Nazione  |
| ---- | ----------------------------------------------------------- | -------- |
|      | Wolfgang Hoppe Bogdan Musiol Axel Kühn Christoph Langen     | Germania |
|      | Gustav Weder Bruno Gerber Lorenz Schindelholz Curdin Morell | Svizzera |
|      | Harald Czudaj Tino Bonk Axel Jang Alexander Szelig          | Germania |

## Medagliere
| Posizione | Nazione  | Oro | Argento | Bronzo | Totale |
| --------- | -------- | --- | ------- | ------ | ------ |
| 1         | Germania | 2   | 0       | 2      | 3      |
| 2         | Svizzera | 0   | 2       | 0      | 2      |
| Totale    | Totale   | 2   | 2       | 2      | 6      |